# The Time Machine (Alan Parsons)
The Time Machine is het derde soloalbum van Alan Parsons na het stoppen van The Alan Parsons Project. Het heeft als centrale thema's tijd en tijdreizen met H.G. Wells' boek De tijdmachine als inspiratiebron. Deze thema's werden door Parsons al voorgesteld voor het tweede album van The Alan Parsons Project maar medeschrijver Eric Woolfson wilde daarvoor een zuiver futuristisch thema over robots die de mensheid vervangen. Dit mondde uit in het album I Robot.
Het nummer Temporalia bevat uitspraken van professor Frank Close over het idee dat het universum zelf als een soort tijdmachine speelt terwijl Press Rewind speelt met idee wat we zouden doen als de tijd terugdraaid zou kunnen worden en daarmee keuzes opnieuw worden gemaakt.

## Video Promo
De bijbehorende Video Promo van The Time Machine werd volledig gemaakt (3D modelleren, animatie en rendering) door Ben Liebrand en werd uitgebracht op 1 september 1999. In de Video Promo zitten twee ontwerpen, die gemaakt zijn door Storm Thorgerson (Hipgnosis UK) en die door Ben Liebrand vertaald werden naar een 3D compositie. Alles werd gemaakt in 4 weken tijd in Softimage 3D Extreme.

## Nummers
1. "The Time Machine" ["H.G. Force (Part 1)" in bonus track european version] (instrumentaal) – 4:54
2. "Temporalia" [met de stem van prof. Frank Close] (instrumentaal) – 1:00
3. "Out Of The Blue" (lead vocal Tony Hadley achtergrondzang Chris Rainbow) – 4:54
4. "Call Up" (zang Neil Lockwood) – 5:13
5. "Ignorance Is Bliss" (zang Colin Blunstone achtergrondzang Chris Rainbow) – 6:45
6. "Rubber Universe" (instrumentaal) – 3:52
7. "The Call Of The Wild" (zang Máire Brennan) – 5:22
8. "No Future In The Past" (zang Neil Lockwood extra zang Chris Rainbow, Stuart Elliott) – 4:46
9. "Press Rewind" (zang Graham Dye) – 4:20
10. "The Very Last Time" (zang Beverley Craven achtergrondzang Ian Bairnson) – 3:42
11. "Far Ago And Long Away" (instrumentaal) – 5:51
12. "The Time Machine (Part 2)" ["H.G. Force (Part 2)" in bonus track European version] (instrumentaal) – 2:14

bonus track
1. "Beginnings" (instrumentaal) - 4:31
2. "Dr. Evil Edit" (zang Mike Myers) - 4:31

Het titelnummer is beïnvloed door de technomuziek van Robert Miles, een stijlverandering die door zou gaan in het volgende album, A Valid Path. De bonustrack Dr. Evil Edit bevat de stem van Mike Myers met uitspraken uit de film Austin Powers: The Spy Who Shagged Me waarin The Alan Parsons Project wordt genoemd.

## Achtergrond bij de nummers
- The Time Machine: Instrumentaal intro over de tijdmachine.
- Temporalia: Instrumentaal nummer, bevat uitspraken van professor Frank Close over het idee dat het universum zelf als een soort tijdmachine acteert.
- Out Of The Blue: Verhaal over een tijdreiziger uit de toekomst.
- Call Up: Over het reizen naar het verleden en het terugbrengen van historische figeren om de wereld te veranderen.
- Ignorance Is Bliss: vertelt over de huidige tijd (rond 2000) en hoe droevig de mens is in verhouding tot vroeger en simpeler tijden.
- Rubber Universe: Instrumentaal nummer over de uitdijnig van het universum.
- The Call Of The Wild: Over een toekomst waarin de mensheid geen verdeeldheid meer kent (etniciteit, geloof, landen). De melodie is een variatie op een traditioneel Iers volksliedje, She Moves Through the Fair.
- No Future In The Past: Over het vermijden van fouten die in het verleden ook zijn gemaakt.
- Press Rewind: Over de mogelijkheid om terug te gaan in de tijd en opnieuw te beginnen.
- The Very Last Time: Over mensen die zijn verdwenen en nooit meer zijn gezien (levend of dood). Het nummer gaat eigenlijk over de schrijvers dode hond.
- Far Ago And Long Away: Instrumentaal nummer met een woordspeling in de titel. De Engelstalige uitdrukking is eigenlijk Long ago and far away. In de relativeitstheorie wordt gesteld dat ruimte=tijd, dus far away kan ook  far ago zijn en long ago kan long away zijn.
- The Time Machine (Part 2): Instrumentaal outro over de tijdmachine.